# Giuseppe Di Martino
Giuseppe Di Martino (Pescara, 18 marzo 1921 – Napoli, 27 luglio 1994) è stato un regista e sceneggiatore italiano, attivo in teatro, cinema e televisione.

## Biografia
Iniziò la carriera sul palcoscenico teatrale come assistente regista di Guido Salvini, che nel 1955 lo volle per la sceneggiatura di due suoi film. Tra il 1949 e il 1955 diresse, firmandosi G. D. Martin, tre pellicole di modesto rilievo e scarso successo. La poco gratificante carriera cinematografica fa da contraltare a una carriera teatrale ricca di soddisfazioni: come regista ha modo di dirigere attori come Tino Buazzelli, Salvo Randone, Paola Borboni e Gino Cervi e non disdegna il teatro sperimentale; lavora anche con un quasi esordiente Gigi Proietti nel 1964 alla rappresentazione della piece Gli uccelli di Aristofane. Lavorò intensamente al Teatro Stabile di Catania anche come docente negli anni ottanta, (dove conobbe Emanuela Muni e da lei ebbe la figlia Marianna Di Martino), e anche al Teatro Sannazzaro di Napoli dove dirige Nino Taranto, Giacomo Rizzo, Enzo Cannavale e soprattutto Luisa Conte in lavori teatrali di Antonio Petito, Raffaele Viviani, Gaetano Di Maio ed altri ancora. Attivo anche come regista televisivo, debuttò nel 1962 con la serie Racconti Romani di Giuseppe Marotta e quindi, nel 1969, con l'originale Qualcosa di nostro.
Era marito dell'attrice Anna Miserocchi. Morì a Napoli a 73 anni.

## Filmografia

### Regia

#### Cinema
- Femmina incatenata (1949)
- L'amore di Norma (1951)
- La sultana Safiyè (1955)

#### Televisione
- Racconti napoletani di Giuseppe Marotta – miniserie TV (1962)
- Qualcosa di nostro (1969)

### Sceneggiatura
- Adriana Lecouvreur, regia di Guido Salvini (1955)
- Il conte Aquila, regia di Guido Salvini (1955)

### Attore
- In campagna è caduta una stella, regia di Eduardo De Filippo (1939)
- Amor non ho... però... però, regia di Giorgio Bianchi (1951)
- La passeggiata, regia di Renato Rascel (1953)
- Obiettivo ragazze, regia di Mario Mattioli (1963)

## Prosa televisiva Rai
- Il viaggio a Beguna di Heinrich Böll, 19 aprile 1962.
- Giochi per Claudio - l'Apocolocyntosis o Ludus de morte Claudii, traduzione e riduzione di Ettore Paratore e Benny Lai, con Silvano Tranquilli, Tino Carraro, Gianni Bonagura, dal teatro di Ostia Antica (1962)
- Michele Settespiriti di Gaetano di Majo e Nino Taranto (1964)
- Qualcosa di nostro di Jack Pulmann, 10 gennaio 1969.